# Прокіп Шумейко
Шумейко Прокіп (бл.1570 — †10 липня 1651) — сподвижник гетьмана Б. Хмельницького, ніжинський полковник (1649 — 1650; 1651).
Народився в шляхетській родині біля Остра на Чернігівщині. Рано почав козакувати. В січні 1648 р. загони Шумейка ведуть бої під Лоєвом, разом з М. Нестеренком та І. Богуном бере фортецю Кодак. Шумейко став одним з лідерів антигетьманської опозиції, за що 1650 р. Хмельницький ставить на його місце покірного Лук'яна Сухиню.
1651 року знову призначений полковником. Загинув в Берестецькій битві. За іншими даними був ще живий в кінці 1651 р.
Його син Іван Шумейко — сотник моровський.
Історія козацько-старшинської родини Шумейків тісно пов'язана з історією Ніжинського полку та Ніжинським полковником Прокопом Шумейком — соратником та опонентом Богдана Хмельницького. Його син Іван Прокопович Шумейко згадується у 1649 р., як шляхтич гербу «Полота» (зміненого), полковий старшина ніжинського полку, сотник моровський київського полку (1672 р., 1679—1682).
Досліджується зв'язок любецької гілки родини Шумейків з родом любецької шляхти Ігнатовичів, представником якої (як вважає В. В. Кривошея) був Дем'ян Ігнатович (Многогрішний), який у 1668 р. був обраний гетьманом.
Дем'ян мав братів: Василя, Саву та Зиновія. Брат Василь Ігнатович пов'язаний з прізвищем Шумейко (спільне коріння).
Якщо пов'язати родинними зв'язками Прокопа Шумейка, Ігната Шумейка та Василя Шума з реєстру 1649 р. з гілкою Ігнатовичів (як прізвище по батьківському імені) маючи на увазі клановість козацької старшини та спільний географічний ареал (Чернігів, Ніжин, Стародуб, Любич), висвітлиться дуже цікава гіпотеза про спільне родинне коріння, яка потребує подальшого документального підтвердження.

## Вшанування пам'яті
23 листопада 2018 року на честь Прокопа Шумейка в його рідному Ніжині на стіні героїв було встановлено меморіальну дошку.

## Інтернет-посилання
1. ↑  http://nizhen.com.ua/?part_id=2&news_id=530&action=detail&n_year=&n_month=
2. ↑  Архівована копія. Архів оригіналу за 29 листопада 2018. Процитовано 28 листопада 2018.{{cite web}}:  Обслуговування CS1: Сторінки з текстом «archived copy» як значення параметру title (посилання)

| українська персоналія | Це незавершена стаття про особу, що має стосунок до України. Ви можете допомогти проєкту, виправивши або дописавши її. |